# Wassermühle Boizenburg

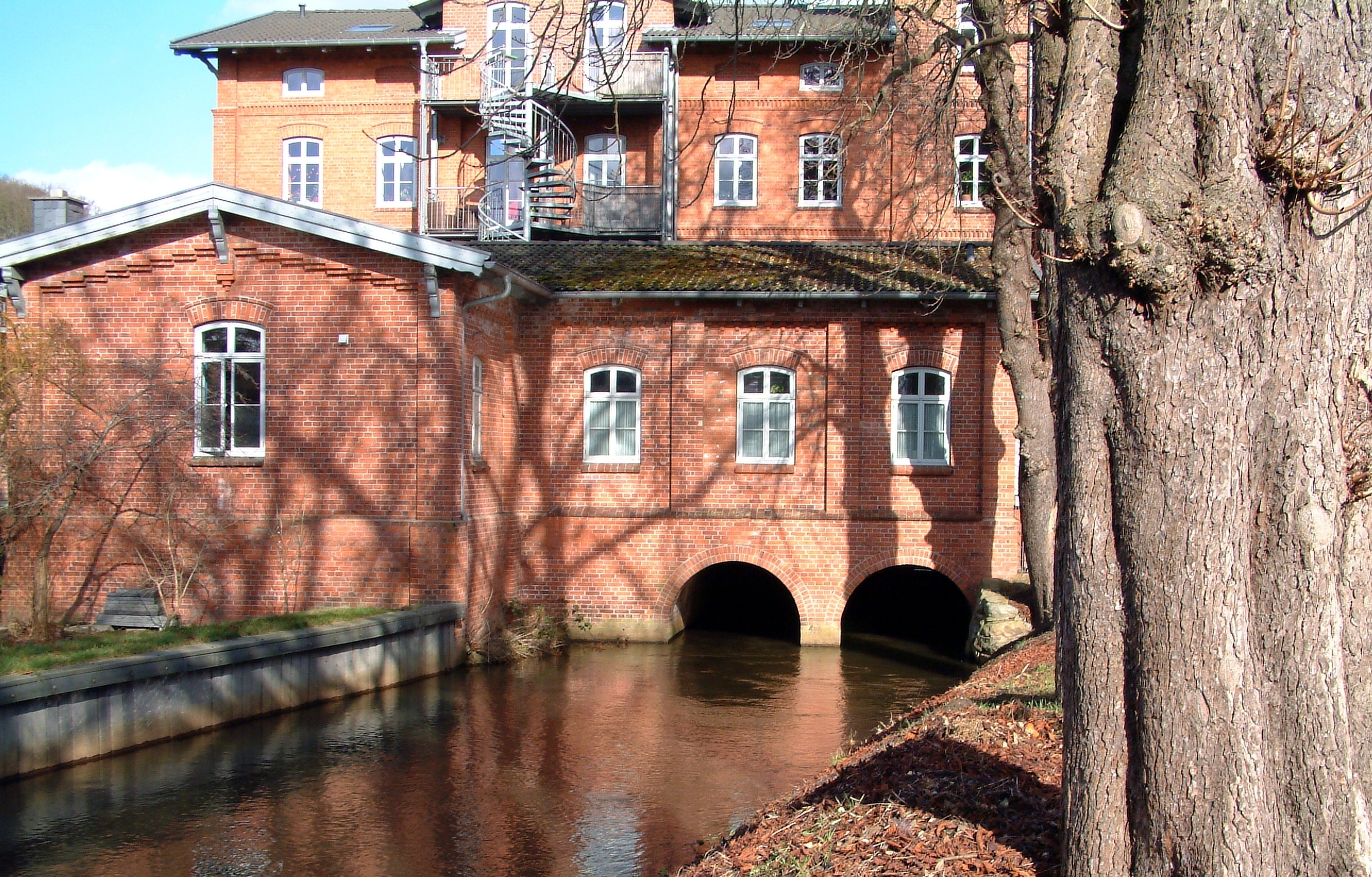

Die ehemalige Wassermühle Boizenburg in Boizenburg/Elbe (Mecklenburg-Vorpommern), Mühlenteich 1 außerhalb des Wallringes, stammt von 1880 und ist heute (2021) ein Wohnhaus.
Die Gebäude stehen unter Denkmalschutz.

## Geschichte
Die Fliesenstadt Boizenburg mit 10.730 Einwohnern (2019) wurde 1171 erwähnt.
Nicolaus Hinselmann (1803–1887) aus Neumünster kaufte 1866 in Boizenburg von der großherzoglichen Kammer die Mühlenanlagen mit der Binnenmühle beim Fürstengarten, der Außenmühle und der Windmühle am Herrengarten. Die Außenmühle wurde 1880 erneuert und dann schrittweise erweitert; sie diente als Getreidemühle.
Die ein- und dreigeschossige verklinkerte Außenmühle über der Boize und am früheren Mühlenteiche wurde 1880 saniert und erweitert. Die Binnenmühle konnte nach Inbetriebnahme der sanierten Außenmühle stillgelegt werden. Der Sohn Ludwig Hinselmann (1850–1926) übernahm den Betrieb und er baute 1892 den fünfgeschossigen Speicher. Mühle und Speicher verband ein Transportsteg. 1903 errichtete Hinselmann an der Außenmühle ein Turbinenhaus mit Generator als erstes Boizenburger Elektrizitätswerk.
Das Haus wurde in den 1990er/2000er Jahren saniert und zum Wohnhaus umgebaut.